# Breezand (Zelândia)
Breezand is a hamlet in the dos Países Baixos, na província de Zelândia. Breezand (Zelândia) pertence ao município de Veere, e está situada a 10 km, a norte de Middelburg.
A área de Breezand, que também inclui as partes periféricas da cidade, bem como a zona rural circundante, tem uma população estimada em 30 habitantes.